# Hnefatafl
El hnefatafl es un juego de mesa que pertenece a la familia de los juegos tafl, antiguos juegos de mesa germánicos que se practicaban sobre una tabla cuadriculada y que son probables descendientes del Ludus latrunculorum romano. La palabra tafl (pronunciada tapl) significa mesa o tablero en nórdico antiguo, pero actualmente es la palabra para ajedrez en islandés moderno.
Algunas versiones de este juego fueron populares en Europa del Norte por lo menos desde el 400 d. C. hasta que fueron reemplazados por el ajedrez durante el Renacimiento. A diferencia del ajedrez donde la disposición de las piezas se emplazan inicialmente de forma lineal en flancos opuestos, las figuras del tafl parten del centro del tablero.

## Reconstrucción
Las descripciones de las reglas de esta familia de juegos son confusas. Sin embargo, hasta un grado razonable se ha reconstruido el juego como debió practicarse en la antigüedad.

## Fichas
La ficha del Rey se llamaba Hnefi ("Rey"); las otras fichas se llamaban Hunns ("botones") o Tæflor ("hombres del tablero").
Los lapones llamaban a sus fichas de Tablut "suecos" y "moscovitas" (eran muy similares a las piezas de ajedrez modernas, el Rey sueco se asemeja al Rey, los Hunns suecos a los peones y los moscovitas a torres con cúpula). Algunas veces tenían bases que calzaban en huecos hechos en el tablero. El Rey era más grande y más adornado.

## Disposición
El Rey va en el cuadro central (el Trono), rodeado por sus hombres (otras fichas blancas). Las fichas enemigas (negras) se disponen en torno de los bordes del tablero. Las oscuras mueven primero.

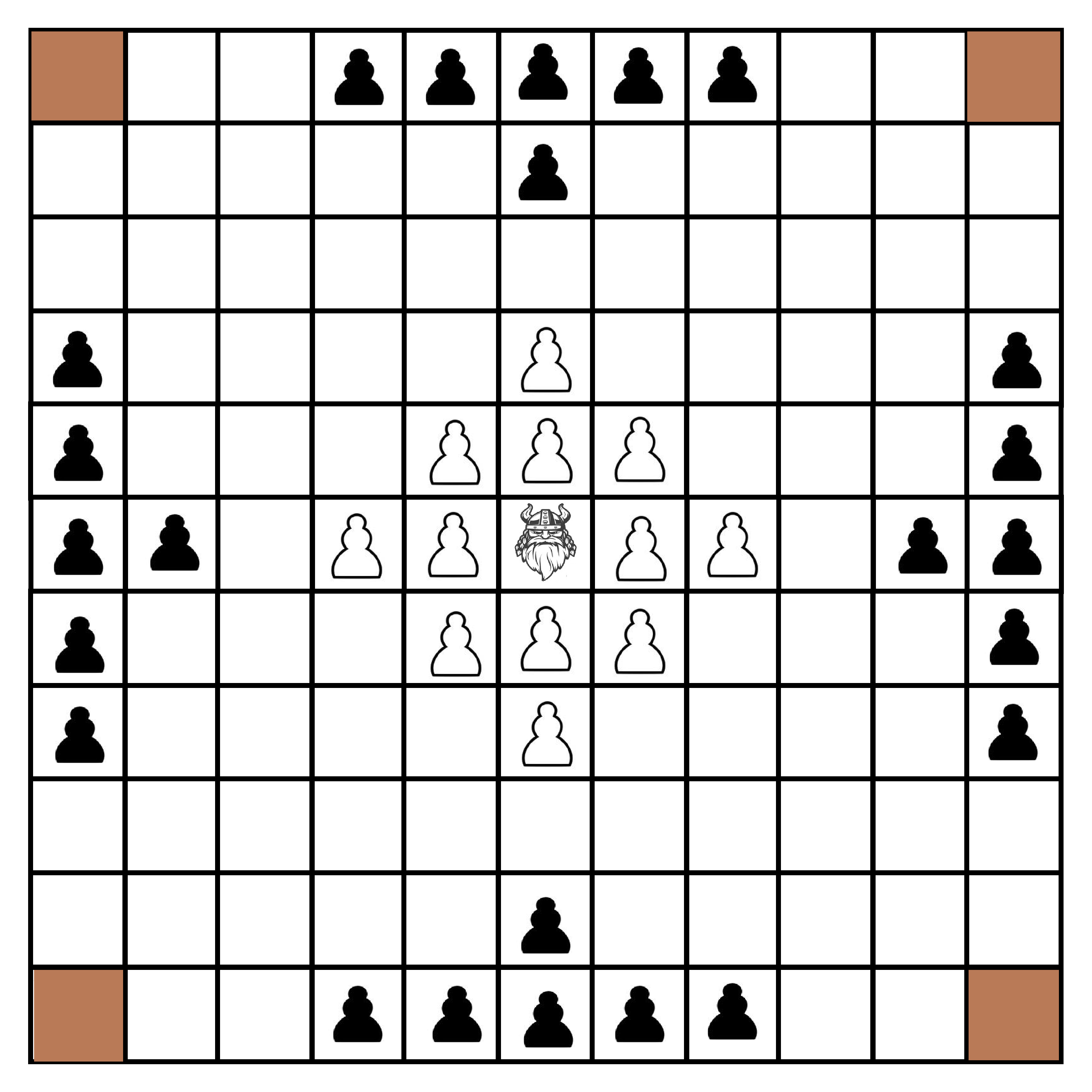
Posición inicial de las fichas utilizadas para la partida de Hnefatafl

## Reglas
1. Todas las fichas se mueven ortogonalmente cualquier cantidad de cuadros libres (el movimiento de la torre en el ajedrez).

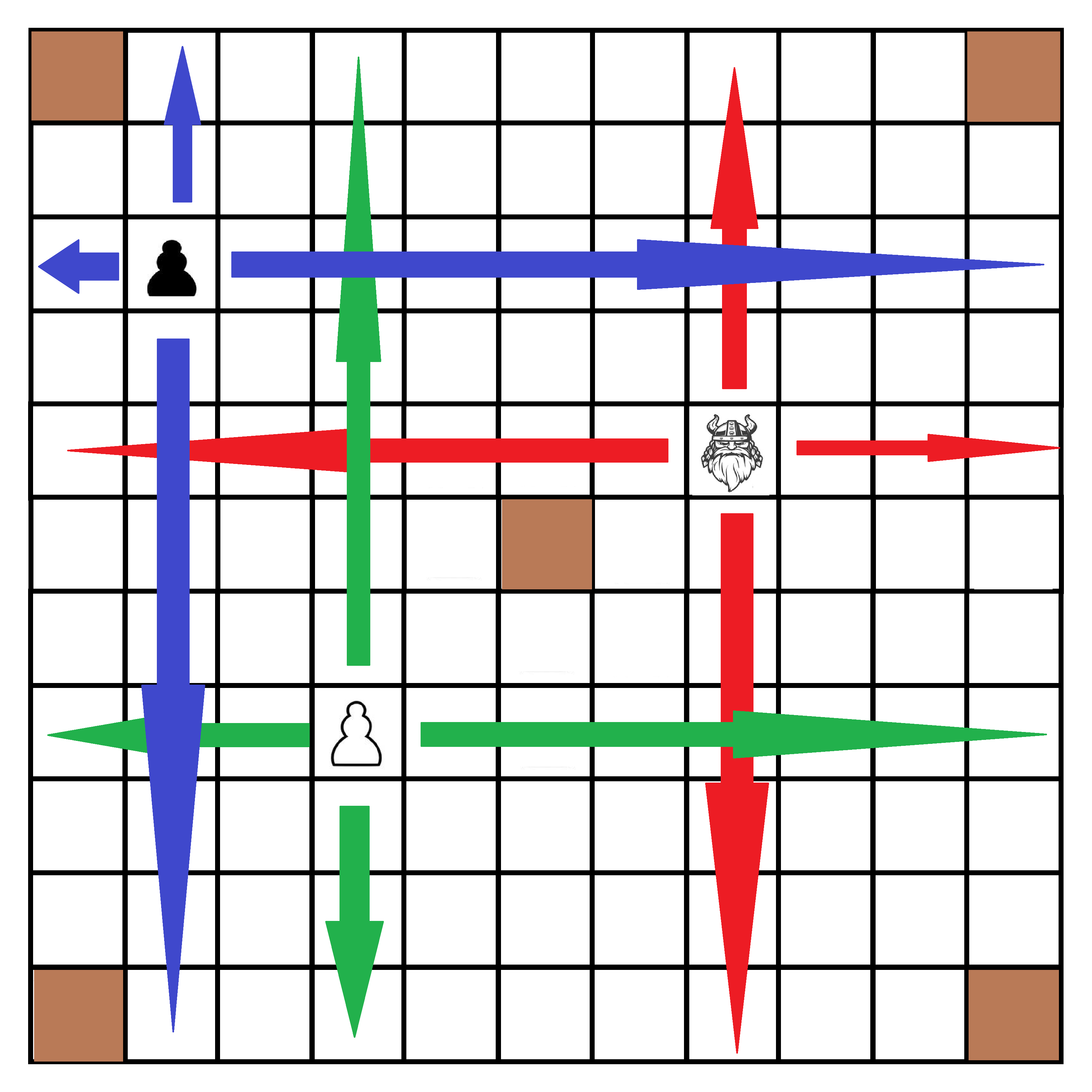
Movimiento de las piezas de Hnefatafl

2. Una ficha es capturada y sacada del tablero cuando el oponente ocupa ambos cuadros adyacentes en una fila o columna. Este método se denomina captura de los guardianes. Una ficha puede moverse en forma segura sobre un cuadro vacío entre dos fichas enemigas.
3. El rey es capturado si los cuatro cuadros alrededor de él son ocupados por fichas enemigas, o si es rodeado por tres lados por fichas enemigas y en la cuarta está el Trono. Cuando el rey es capturado, se termina el juego y los moscovitas (negras) ganan.

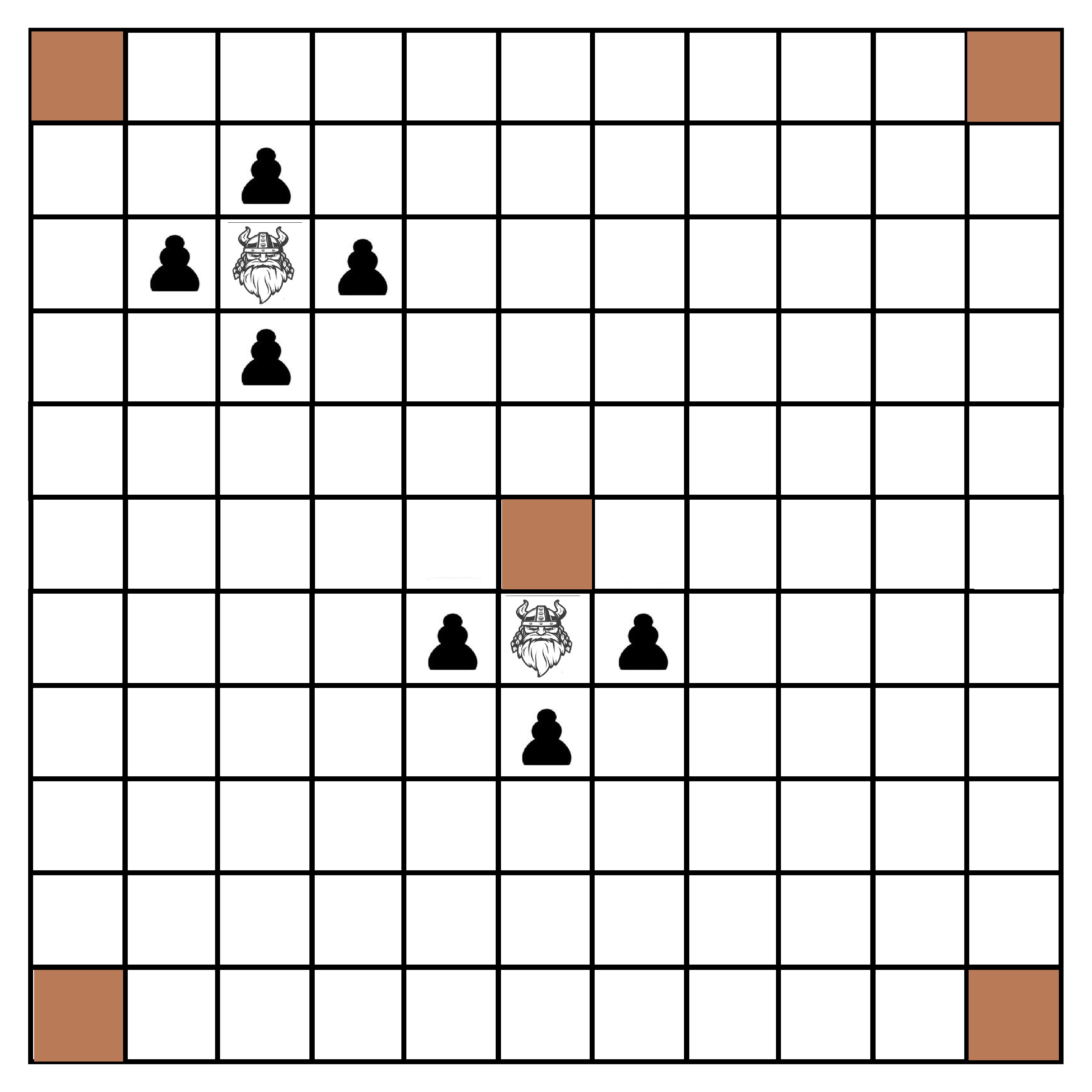
Posición de las fichas negras para caputrar al rey blanco

4. Los suecos (blancas) ganan si el rey llega a cualquier cuadro en la periferia del tablero.

## Versiones
El Hnefatafl. Es la más conocida de todas las versiones, mencionada con frecuencia en las sagas. Los vikingos consideraban que saber jugar bien al Hnefatafl o Tablero del Rey era signo de nobleza.
El Alea evangelii. Es una versión que se jugó en la Inglaterra sajona. Se utilizaba un tablero de 19x19. El manuscrito que describe las reglas del juego lo hace a través de una alegoría religiosa.
El Tablut, la variante de los pueblos samis, se jugaba en un tablero de 9 x 9, su difusión alcanzó una buena parte de Europa oriental, especialmente en Rusia, Ucrania y el Báltico.
El Tawlbyund (o Tawl Bwrdd, "Tablero de tiro"), la variante galesa, se jugaba en un tablero de 11 x 11. Pertenece al menos al siglo X. Los galeses también jugaban un juego irlandés de Fitchneal de 7 x 7, que llamaban Gwyddbwyll.

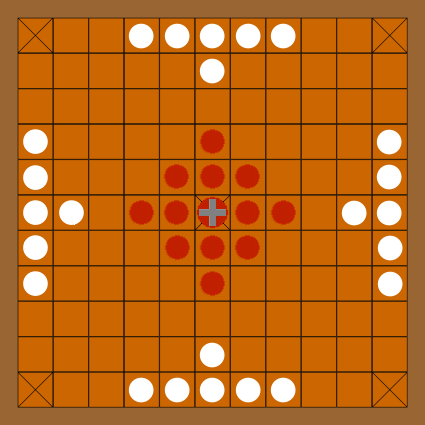
Hnefatafl
Alea Evangelii
Tawl Bwrdd
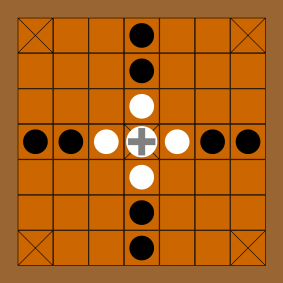
Brandubh
Ard Ri
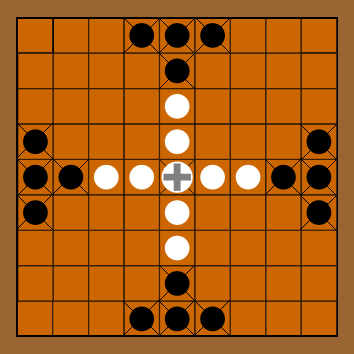
Tablut